# División de Honor Femenina B de hockey hierba 2024-25
La División de Honor Femenina B de hockey hierba 2024-25 es la cuarta edición de la División de Honor Femenina B de hockey hierba. La disputan dieciséis equipos divididos en dos grupos de ocho para la primera fase y dos grupos de ocho para la segunda, dependiendo del resultado de la primera. Ascienden los dos primeros clasificados y descienden los dos últimos. El antepenúltimo disputa un playoff de permanencia contra el tercer clasificado de la primera división.

## Clasificación

### Fase 1

#### Grupo 1
|                                                                      | Equipo                           | Puntos | J | G | E | P | GF | GC | DG  |
| -------------------------------------------------------------------- | -------------------------------- | ------ | - | - | - | - | -- | -- | --- |
| 1                                                                    | Club Egara                       | 21     | 8 | 7 | 0 | 1 | 15 | 8  | 7   |
| 2                                                                    | RC Jolaseta                      | 18     | 8 | 6 | 0 | 2 | 25 | 11 | 14  |
| 3                                                                    | Sanse Complutense                | 13     | 8 | 4 | 1 | 3 | 8  | 7  | 1   |
| 4                                                                    | Club de Campo                    | 12     | 8 | 3 | 3 | 2 | 9  | 8  | 1   |
| 5                                                                    | Club Atlético San Vicente Hockey | 10     | 8 | 3 | 1 | 4 | 14 | 16 | -2  |
| 6                                                                    | C.D. Giner de los Ríos           | 7      | 8 | 2 | 1 | 5 | 14 | 13 | 1   |
| 7                                                                    | CHM Las Rozas                    | 7      | 7 | 2 | 1 | 4 | 3  | 12 | -9  |
| 8                                                                    | HC San Fernando                  | 1      | 7 | 0 | 1 | 6 | 7  | 20 | -13 |
| Fuente: Real Federación Española de Hockey; actualización automática |                                  |        |   |   |   |   |    |    |     |

#### Grupo 2
|                                                                      | Equipo                       | Puntos | J | G | E | P | GF | GC | DG  |
| -------------------------------------------------------------------- | ---------------------------- | ------ | - | - | - | - | -- | -- | --- |
| 1                                                                    | Valles Esportiu              | 18     | 8 | 6 | 0 | 2 | 23 | 7  | 16  |
| 2                                                                    | Valencia Club de Hockey      | 18     | 8 | 6 | 0 | 2 | 19 | 7  | 12  |
| 3                                                                    | Castelldefels                | 16     | 8 | 5 | 1 | 2 | 24 | 12 | 12  |
| 4                                                                    | Club de Hockey XALOC         | 15     | 8 | 5 | 0 | 3 | 17 | 13 | 4   |
| 5                                                                    | HC Sant Cugat                | 12     | 8 | 4 | 0 | 4 | 16 | 11 | 5   |
| 6                                                                    | Atlètic Terrassa Hockey Club | 8      | 8 | 2 | 2 | 4 | 8  | 11 | -3  |
| 7                                                                    | Pozuelo                      | 7      | 8 | 2 | 1 | 5 | 10 | 17 | -7  |
| 8                                                                    | Linia 22 H.C                 | 0      | 8 | 0 | 0 | 8 | 1  | 40 | -39 |
| Fuente: Real Federación Española de Hockey; actualización automática |                              |        |   |   |   |   |    |    |     |